# Roland Schlinger
Roland Schlinger, né le 17 septembre 1982 à Vienne, est un handballeur autrichien. Il évolue au poste d'arrière au Alpla HC Hard et en équipe nationale d'Autriche.

## Palmarès

### En clubs
- Championnat d'Autriche (9) : 2004, 2005, 2006, 2008, 2009, 2010, 2015, 2017
- Coupe d'Autriche (4) : 2000, 2002, 2003, 2006

### En équipe nationale
- 13e place au Championnat du monde 2015

### Distinctions individuelles
- Élu meilleur handballeur de la saison en Autriche en 2005/06 et 2009/10